# 第2室戸台風
第2室戸台風（だい2むろとたいふう、昭和36年台風第18号、国際名：ナンシー / Nancy）は、1961年（昭和36年）9月16日に室戸岬に上陸し、大阪湾岸に高潮などによる大きな被害をもたらした台風である。1934年の室戸台風と進路がよく似ていたことからこの名称が付けられた。また、1951年の統計開始以来、日本に上陸した台風の中では上陸時の中心気圧が最も低く、2年前の伊勢湾台風にほぼ匹敵する勢力で本土を直撃した。しかし、伊勢湾台風の教訓を生かして災害対策が進められていたこと等もあり、室戸台風やジェーン台風などと比較しても、台風の規模等の割に、高潮による浸水面積や人的被害など全体的な被害は小さかった。

## 経過

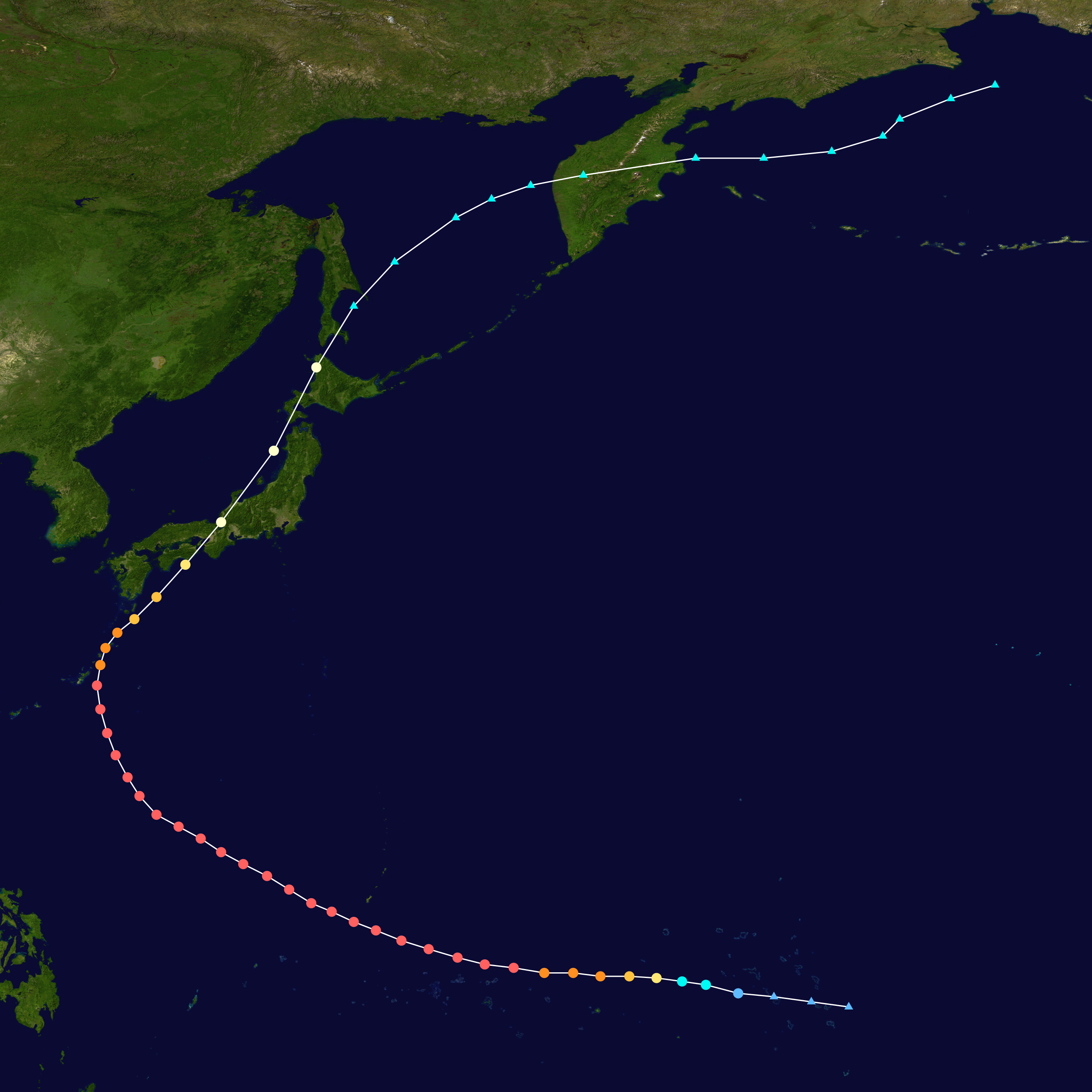
第2室戸台風の進路図

9月6日、マーシャル諸島東部（北緯7度、東経173度付近）で「弱い熱帯低気圧」（当時の気象用語）として発生、9月8日9時にエニウェトク島の南海上（北緯8.8度・東経161.6度）で台風18号となった。盛夏から初秋にかけては、熱帯低気圧や台風は北緯10度以北の比較的高い緯度で発生する事が多く、この台風のように暖候期における低緯度での発生は珍しい部類に入る。台風となった時の中心気圧は990 hPa。
台風第18号は西進しながら次第に発達、9月10日3時には北緯10度に到達、この時点で中心気圧935 hPaに発達した。9月12日にはアメリカ海軍による飛行機観測により中心気圧888hPaが観測され、同じく（1分間平均の）最大風速が185 kt（94m/s）と測定された。米海軍解析で過去に測定された最大風速の中で第1位の記録は、この185ktである。気象庁の発表では75mとなっている。風速25m以上の暴風域は半径370kmであった。台風は次第に進路を北寄りに転じ、9月14日から15日にかけ 沖縄の近海で転向、北北東から北東に進んだが、この時なお中心気圧は900～920 hPaの非常に強い勢力を維持していた。なお、この台風はアメリカ海軍がスーパータイフーン（super typhoon　最大風速130 ノット［約65メートル］以上）として解析した期間が6.00日と史上最も長い。
9月14日頃は、台風は九州方面に向かうと予想されたが、9月15日には奄美大島を通過、四国から本州に達する事が確実となった。伊勢湾台風級の超大型台風の襲来として国内では厳戒態勢に入り、大阪管区気象台・大阪府・大阪市などでは災害対策を整え、NHK大阪局などの報道機関も連携して警戒を呼びかけた。
9月16日、台風は加速しながら北東に進み、9時過ぎ室戸岬西方に上陸。上陸時の中心気圧925 hPa、室戸岬測候所での気圧や風の観測値は記録的な数字であった。その後もあまり衰えずに、さらに加速しながら13時過ぎに兵庫県尼崎市と西宮市の間に再上陸し、18時に能登半島東部に達し日本海に出た。その後、日本海沿岸を北北東進して北海道のすぐ西を通過したが、その際は時速93キロメートルの高速であった。北海道西岸をかすめてサハリン付近からオホーツク海に進み、18日にオホーツク海で温帯低気圧と化し、ベーリング海北方に進んだ。
この台風の総移動距離は8,113 kmと、当時としては1951年の統計開始以降で最長であり、現在も過去2番目に長い記録となっている。
台風18号は室戸岬から上陸後、1934年に関西に甚大な被害をもたらした室戸台風に類似した進路を辿ったため、気象庁はこの台風を「第2室戸台風」と命名した。
| 気象庁命名           | 名称               | 国際名  | 年     |
| -------------------- | ------------------ | ------- | ------ |
| 洞爺丸台風           | 昭和29年台風第15号 | Marie   | 1954年 |
| 狩野川台風           | 昭和33年台風第22号 | Ida     | 1958年 |
| 宮古島台風           | 昭和34年台風第14号 | Sarah   | 1959年 |
| 伊勢湾台風           | 昭和34年台風第15号 | Vera    | 1959年 |
| 第2室戸台風          | 昭和36年台風第18号 | Nancy   | 1961年 |
| 第2宮古島台風        | 昭和41年台風第18号 | Cora    | 1966年 |
| 第3宮古島台風        | 昭和43年台風第16号 | Della   | 1968年 |
| 沖永良部台風         | 昭和52年台風第9号  | Babe    | 1977年 |
| 令和元年房総半島台風 | 令和元年台風第15号 | Faxai   | 2019年 |
| 令和元年東日本台風   | 令和元年台風第19号 | Hagibis | 2019年 |

## 解説
台風第18号は、発生位置や日本海北上後の経路は異なるが、日本上陸前後の経路は1934年9月21日に来襲した室戸台風と酷似し、「第2室戸台風」の固有名が付けられた。上陸時の気圧の観測値（室戸岬測候所）は、室戸台風が911.6hPaに対し第2室戸台風は930.4hPaであったが、風速は室戸台風を大きく上回り、暴風域の大きさは伊勢湾台風に匹敵するレベルで、台風に関する定義や統計が統一された1951年以降に上陸した台風の中では、最強と言える勢力であった。室戸岬における最大風速・最大瞬間風速は日本の気象官署における観測値としては新記録となった。近畿地方再上陸後も勢力は衰えず、洲本、大阪、京都などでは観測開始以来の最低気圧を観測し、暴風・高潮被害が発生した。特に高潮はOP（大阪湾工事基準面）上4.12mに達したが、これは室戸台風による4.50mに次ぐ、大阪では第2位の記録である。これにより西淀川・港・此花・福島・北・西・大正・西成・城東・都島の各区が浸水、その面積は全市の4分の1の31haに及んだ。これは、第2次世界大戦後の急激な工業化に伴う地下水のくみ上げによる地盤沈下も大きく影響している。
台風の勢力があまり衰えないまま日本海に抜けたため、沿岸部では大きな風害が起きたほか、京都府内の木津川を通る送電線鉄塔10数基が吹き倒された。
暴風や高潮による被害が大きかった一方で、雨による被害は比較的小さかった。大阪市では高潮により市の西部から中心部にかけて31㎢が浸水したが、過去の同様な規模・進路であった室戸台風やジェーン台風（これらの台風も関西に大きな被害を出した）などに比べると浸水面積は小さかった。そのほか、兵庫県や和歌山県、四国東部などでも高潮による浸水被害があった。台風の通過した近畿地方と吹き返しの強い風の吹いた北陸地方で暴風による家屋の倒壊等の被害が特に大きかった。
しかし、この2年前に来襲した伊勢湾台風の教訓を生かして災害対策が進められ、台風の勢力や規模、家屋被害の割には犠牲者を少なく抑えることに成功した。中でも、高潮による犠牲者がなかったことは特筆に値する。
日本に上陸してからも台風の目がはっきりしていたため、台風が通過した地方では台風の目に入った際に快晴になったという 。
| 順位 | 台風                             | 国際名  | 年     | 最大風速 (kt) |
| ---- | -------------------------------- | ------- | ------ | ------------- |
| 1    | 第2室戸台風 (昭和36年台風第18号) | Nancy   | 1961年 | 185           |
| 2    | 昭和36年台風第24号               | Violet  | 1961年 | 180           |
| 2    | 昭和30年台風第28号               | Ruth    | 1955年 | 180           |
| 4    | 狩野川台風 (昭和33年台風第22号)  | Ida     | 1958年 | 175           |
| 5    | 令和3年台風第2号                 | Surigae | 2021年 | 170           |
| 5    | 令和2年台風第19号                | Goni    | 2020年 | 170           |
| 5    | 平成28年台風第14号               | Meranti | 2016年 | 170           |
| 5    | 平成25年台風第30号               | Haiyan  | 2013年 | 170           |
| 5    | 昭和41年台風第4号                | Kit     | 1966年 | 170           |
| 5    | 昭和39年台風第34号               | Opal    | 1964年 | 170           |
| 5    | 昭和39年台風第18号               | Sally   | 1964年 | 170           |
| 5    | 昭和34年台風第9号                | Joan    | 1959年 | 170           |

## 観測記録
最低気圧
- 名瀬　918.0 hPa
- 室戸岬　930.4 hPa
- 洲本　934.4 hPa
- 大阪　937.0 hPa
- 京都　937.4 hPa
- 和歌山　939.0 hPa

最大風速　（　）内は最大瞬間風速
- 室戸岬　66.7m/s（84.5 m/s以上。風速計の振り切れ（スケールアウト）により測定不能。）
- 富士山　59.3 m/s（－）
- 伊吹山　56.7 m/s（－）
- 土佐沖の島　45.5 m/s（－）
- 酒田　37.7 m/s（49.0 m/s）
- 洲本　36.7 m/s（49.4 m/s）

| 順位 | 名称                                 | 国際名  | 最大 風速 （m/s） | 風向   | 観測年月日     | 観測地点                  |
| ---- | ------------------------------------ | ------- | ----------------- | ------ | -------------- | ------------------------- |
| 1    | 昭和40年台風第23号                   | Shirley | 69.8              | 西南西 | 1965年9月10日  | 室戸岬 （高知・気象官署） |
| 2    | ルース台風 （昭和26年台風第15号）    | Ruth    | 69.3              | 南     | 1951年10月14日 | 細島 （宮崎・燈台）       |
| 3    | ルース台風 （昭和26年台風第15号）    | Ruth    | 67.1              | 南東   | 1951年10月14日 | 佐田岬 （愛媛・燈台）     |
| 4    | 第2室戸台風 （昭和36年台風第18号）   | Nancy   | 66.7              | 西南西 | 1961年9月16日  | 室戸岬 （高知・気象官署） |
| 5    | 昭和29年台風第13号                   | Kathy   | 65.0              | 南南西 | 1954年9月7日   | 都井岬 （宮崎・燈台）     |
| 6    | 洞爺丸台風 （昭和29年台風第15号）    | Marie   | 63.3              | 南南西 | 1954年9月27日  | 神威岬 （北海道・燈台）   |
| 7    | 第2宮古島台風 （昭和41年台風第18号） | Cora    | 60.8              | 北東   | 1966年9月5日   | 宮古島 （沖縄・気象官署） |
| 8    | 洞爺丸台風 （昭和29年台風第15号）    | Marie   | 58.8              | 西南西 | 1954年9月26日  | 佐多岬 （鹿児島・燈台）   |
| 9    | 昭和45年台風第10号                   | Anita   | 57.5              | 北西   | 1970年8月21日  | 土佐沖ノ島 （高知・燈台） |
| 10   | 昭和5年8月の台風 （名称なし）        | -       | 57.0※             | 北東   | 1930年8月9日   | 南大東島 （沖縄）         |

※ - 測器破損のため推定値
| 順位 | 名称                                 | 国際名  | 最大 瞬間 風速 （m/s） | 風向   | 観測年月日                | 観測地点                    |
| ---- | ------------------------------------ | ------- | ---------------------- | ------ | ------------------------- | --------------------------- |
| 1    | 第2宮古島台風 （昭和41年台風第18号） | Cora    | 85.3                   | 北東   | 1966年（昭和41年）9月5日  | 宮古島 （沖縄・気象官署）   |
| 2    | 第2室戸台風 （昭和36年台風第18号）   | Nancy   | 84.5                   | 西南西 | 1961年（昭和36年）9月16日 | 室戸岬 （高知・気象官署）   |
| 3    | 平成27年台風第21号                   | Dujuan  | 81.1                   | 南東   | 2015年（平成27年）9月28日 | 与那国島 （沖縄・気象官署） |
| 4    | 第3宮古島台風 （昭和43年台風第16号） | Della   | 79.8                   | 北東   | 1968年（昭和43年）9月22日 | 宮古島 （沖縄・気象官署）   |
| 5    | 昭和45年台風第9号                    | Wilda   | 78.9                   | 東南東 | 1970年（昭和45年）8月13日 | 名瀬 （鹿児島・気象官署）   |
| 6    | 昭和40年台風第23号                   | Shirley | 77.1                   | 西南西 | 1965年（昭和40年）9月10日 | 室戸岬 （高知・気象官署）   |
| 7    | 枕崎台風 （昭和20年台風第16号）      | Ida     | 75.5                   | 南南東 | 1945年（昭和20年）9月17日 | 細島 （宮崎・燈台）         |
| 8    | 平成15年台風第14号                   | Maemi   | 74.1                   | 北     | 2003年（平成15年）9月11日 | 宮古島 （沖縄・気象官署）   |
| 9    | 昭和31年台風第12号                   | Emma    | 73.6                   | 南     | 1956年（昭和31年）9月8日  | 那覇 （沖縄・気象官署）     |
| 10   | 昭和39年台風第20号                   | Wilda   | > 72.3                 | 西     | 1964年（昭和39年）9月25日 | 宇和島 （愛媛・気象官署）   |

| 順位 | 名称                               | 国際名   | 中心気圧（hPa） | 観測年月日                | 観測地点           |
| ---- | ---------------------------------- | -------- | --------------- | ------------------------- | ------------------ |
| 1    | 沖永良部台風 （昭和52年台風第9号） | Babe     | 907.3           | 1977年（昭和52年）9月9日  | 沖永良部（鹿児島） |
| 2    | 宮古島台風 （昭和34年台風第14号）  | Sarah    | 908.1           | 1959年（昭和34年）9月15日 | 宮古島（沖縄）     |
| 3    | 室戸台風                           | -        | 911.6           | 1934年（昭和9年）9月21日  | 室戸岬（高知）     |
| 4    | 平成15年台風第14号                 | Maemi    | 912.0           | 2003年（平成15年）9月11日 | 宮古島（沖縄）     |
| 5    | 枕崎台風 （昭和20年台風第16号）    | Ida      | 916.1           | 1945年（昭和20年）9月17日 | 枕崎（鹿児島）     |
| 6    | 第2室戸台風 （昭和36年台風第18号） | Nancy    | 918.0           | 1961年（昭和36年）9月15日 | 名瀬（鹿児島）     |
| 7    | 昭和5年8月の台風 （名称なし）      | -        | 922.0           | 1930年（昭和5年）8月9日   | 南大東島（沖縄）   |
| 8    | 昭和38年台風第14号                 | Gloria   | 923.5           | 1963年（昭和38年）9月10日 | 石垣島（沖縄）     |
| 9    | 平成18年台風第13号                 | Shanshan | 923.8           | 2006年（平成18年）9月16日 | 西表島（沖縄）     |
| 10   | 平成16年台風第18号                 | Songda   | 924.4           | 2004年（平成16年）9月5日  | 名護（沖縄）       |

| 順位     | 名称                               | 国際名   | 中心気圧（hPa） | 上陸日時                        | 上陸地点     |
| -------- | ---------------------------------- | -------- | --------------- | ------------------------------- | ------------ |
| 1        | 第2室戸台風 （昭和36年台風第18号） | Nancy    | 925             | 1961年（昭和36年）9月16日 9時   | 室戸岬西方   |
| 2        | 伊勢湾台風 （昭和34年台風第15号）  | Vera     | 929             | 1959年（昭和34年）9月26日 18時  | 潮岬西方     |
| 3        | 平成5年台風第13号                  | Yancy    | 930             | 1993年（平成5年）9月3日 16時    | 薩摩半島南部 |
| 4        | ルース台風 （昭和26年台風第15号）  | Ruth     | 935             | 1951年（昭和26年）10月14日 19時 | 串木野市付近 |
| 5        | 令和4年台風第14号                  | Nanmadol | 940             | 2022年（令和4年）9月18日 19時   | 鹿児島市付近 |
| 5        | 平成3年台風第19号                  | Mireille | 940             | 1991年（平成3年）9月27日 16時   | 佐世保市南   |
| 5        | 昭和46年台風第23号                 | Trix     | 940             | 1971年（昭和46年）8月29日 23時  | 佐多岬       |
| 5        | 昭和40年台風第23号                 | Shirley  | 940             | 1965年（昭和40年）9月10日 8時   | 安芸市付近   |
| 5        | 昭和40年台風第15号                 | Jean     | 940             | 1965年（昭和40年）8月6日 4時    | 牛深市付近   |
| 5        | 昭和39年台風第20号                 | Wilda    | 940             | 1964年（昭和39年）9月24日 17時  | 佐多岬       |
| 5        | 昭和30年台風第22号                 | Louise   | 940             | 1955年（昭和30年）9月29日 22時  | 薩摩半島     |
| 5        | 昭和29年台風第5号                  | Grace    | 940             | 1954年（昭和29年）8月18日 2時   | 鹿児島県西部 |
| （参考） | 室戸台風                           |          | 911.6           | 1934年（昭和9年）9月21日        | 室戸岬西方   |
| （参考） | 枕崎台風 （昭和20年台風第16号）    | Ida      | 916.3           | 1945年（昭和20年）9月17日       | 枕崎町付近   |

## 被害
- 死者: 194 名
- 行方不明者: 8 名
- 負傷者: 4,972 名
- 住家全壊: 15,238 棟
- 住家半壊: 46,663 棟
- 床上浸水: 123,103 棟
- 床下浸水: 261,017 棟

## その他
1961年の夏から秋にかけては北半球の中緯度高気圧の勢力が強く、暑い夏と厳しい残暑になるとともに熱帯低気圧の勢力が強まった。9月11日にはアメリカでも強いハリケーン「カーラ（Carla）」がメキシコ湾からテキサス州に上陸し、46人の死者が出ている。